# Cluvio Rufo
Marco Cluvio Rufo (10 d.C. circa – dopo il 69 d.C.) è stato un politico e storico romano.

## Biografia
Sappiamo che fu coinvolto, ma non si sa fino a che punto, nella congiura che portò all'assassinio di Caligola. Sembrerebbe che fosse un consularis già in età neroniana; secondo un'ipotesi, fu consul suffectus nel 45.
Nel biennio 68-69 fu governatore della Spagna Tarraconese. Alla morte di Galba, Cluvio per primo giurò fedeltà a Otone, ma poco dopo divenne un partigiano di Vitellio. Ilario, un partigiano di Vitellio, lo accusò di aspirare a ottenere un governo autonomo della Spagna, ma Cluvio andò da Vitellio, che era allora in Gallia, e riuscì a evitare una condanna.

## Opera
La sua opera, le Historiae, trattava gli imperi di Caligola, Claudio e Nerone, toccando forse alcuni eventi del 69. Di esse non rimane nulla e probabilmente furono fonti preziose per la stesura degli Annales di Tacito.